# 得摩丰
在希腊神话中有三个得摩丰（ / Demophon）：

## 雅典国王
传说中的雅典国王，忒修斯和淮德拉的儿子。他曾答应为赫拉克勒斯后裔们给予政治庇护，他也参加了特洛伊战争，并作为埋伏的军士参与了木马作战。在战后，他向阿伽门农要求归还被掳走作海伦侍女的祖母埃特拉，并得到了同意。他在从特洛伊返回的路上经过了色雷斯，与一个公主费利斯定了婚约，但是他没有能够按照约定完成婚约，而造成了未婚妻的自尽，他自己也死于她的诅咒。

## 厄琉息斯王子
厄琉息斯国王刻琉斯和王后墨塔涅拉的幼子，传说母亲托得墨忒耳来照看他，女神要使得他不死，每夜都把婴孩放在火中，褪去他凡人的血肉。但有一天被普剌克西忒亚撞见而破坏了仪式，死于非命。在史诗（Hymn 242 ff.）中，为墨塔涅拉照看，这个孩子也没有死，得墨忒耳仅是将他放到地上，并且放弃了让他不死的计划。（详见“厄琉息斯秘仪”）

## 埃莱奥萨国王
传说中埃莱奥萨国（Elaeusa，靠近特洛伊）的国王。他每年通过抽签祭祀一名女子来避免瘟疫。由于他偏袒自己的女儿们而遭到大臣玛斯图修斯（Mastusius）的反对。作为惩戒，国王将大臣的女儿祭了刀，从而结下了怨仇。玛斯图修斯设计了一个圈套将得摩丰的女儿们全部杀光，用她们的血和葡萄酒混合在一个巨爵中请国王喝下。这个爵后来被扔进海里，而升天成为了巨爵座。